# Hroszówka (szczyt)
Hroszówka – zalesiony szczyt o wysokości 496 m n.p.m., na Pogórzu Przemyskim, w Paśmie Krztowa.